# Tetraonyx brunnescens
Tetraonyx brunnescens es una especie de coleóptero de la familia Meloidae.

## Distribución geográfica
Habita en Brasil y en Argentina.